# Zonza
Zonza es una comuna y población de Francia, en la región de Córcega, departamento de Córcega del Sur. Es la comuna más poblada del cantón de Levie.
Su población en el censo de 2019 era de 2 759 habitantes.

## Demografía
| Gráfica de evolución demográfica de Zonza entre 2006 y 2019 |
|                                                             |

Fuentes: INSEE.

## Políticos
Elecciones Presidential Segunda Vuelta:
| Elección | Elección | Candidato Ganador | Partido | %     |
| -------- | -------- | ----------------- | ------- | ----- |
|          | 2022     | Marine Le Pen     | RN      | 56,96 |
|          | 2017     | Marine Le Pen     | FN      | 51,53 |
|          | 2012     | Nicolas Sarkozy   | UMP     | 69,15 |
|          | 2007     | Nicolas Sarkozy   | UMP     | 70,84 |
|          | 2002     | Jacques Chirac    | RPR     | 77,68 |